# Crotonato de butila
Crotonato de butila, 2-butenoato de butila ou (2E)-2-butenoato de butila, é o composto químico orgânico, o éster do ácido crotônico do álcool n-butanol de fórmula química C8H14O2, massa molecular 142,195602. Apresenta ponto de ebulição de 180 °C, densidade 0,9 e ponto de fulgor de 64 °C. É classificado com o número CAS 7299-91-4 e CBNumber CB9150476.